# K-line
Una k-line o kill line (anche scritta K:line) è una parola usata su IRC, ed è applicata ad un utente specifico. Quando un utente è k-lined, è bannato da alcuni server per un certo periodo oppure in maniera permanente. Una volta che l'utente è stato bannato, non gli è più permesso di ritornare in quel server; e deve entrare su un server diverso. Questo è registrato in una linea del file di configurazione preceduta dalla lettera "K" del demone IRC (IRCd) sul server.
Mentre la precisa ragione per la disconnessione cambia da caso a caso, le consuete ragioni coinvolgono alcuni aspetti del client o dell'utente, come di seguito mostrato.
Comportamento dell'utente
La K-line può essere data a causa di un comportamento inappropriato da parte dell'utente, come la collisione di nick, "hacking" dei modi di un canale, flood in molti canali, persecuzione di altri utenti tramite messaggi privati (query), spamming etc., o nel caso di vecchi network IRC senza time-stamp lo split riding ( si ha lo split riding quando tutti gli utenti di un canale escono a causa di uno split ed il primo utente che entra nel canale diventa operatore dopo lo split buttando fuori dal canale (Kick), gli operatori originali che cercano di riappropriarsi del canale)
Client usati dall'utente
Alcuni demoni IRC (IRCd) possono essere configurati in modo da esaminare se i client che si connettono ad essi hanno virus o altre vulnerabilità. I client vecchi ed insicuri potrebbero essere bloccati per proteggere altri utenti del network dalle vulnerabilità. Alcuni network, ad esempio freenode, scollegheranno i client che si collegano tramite server Proxy liberi, o che stanno su web server insicuri.
Posizione geografica
Un network IRC che opera in differenti luoghi tenterà di ridurre le distanze tra client e server. Questo è spesso ottenuto disconnettendo o bannando i client lontani in favore di quelli geograficamente più vicini.
Ci sono alcune varianti della K-line, come ad esempio: la G-line o AKill, la Z-line o la Q-line.